# Pilea latifolia
Pilea latifolia är en nässelväxtart som beskrevs av Hugh Algernon Weddell. Pilea latifolia ingår i släktet pileor, och familjen nässelväxter. Inga underarter finns listade i Catalogue of Life.